# Marie Lindgren
Marie Lindgren (Burträsk, 26 maart 1970) is een voormalig freestyleskiester uit Zweden. Ze vertegenwoordigde haar vaderland op de Olympische Winterspelen 1992 in Albertville en de Olympische Winterspelen 1994 in Lillehammer.
Lindgren's topsportcarrière kwam in 1997 ten einde nadat ze ten val kwam na een sprong en wervelschade en haar zoveelste hersenschudding opliep.
Tegenwoordig is ze gymleraar en geeft ze sportcommentaar op de televisie.

## Resultaten

### Olympische Winterspelen
| Jaar | Plaats      | Resultaten  |
| ---- | ----------- | ----------- |
| 1992 | Albertville | 2e Aerials# |
| 1994 | Lillehammer | Aerials     |

# Demonstratie onderdeel waarbij geen olympische medailles werden toegekend.

### Wereldkampioenschappen
| Jaar | Plaats                | Resultaten |
| ---- | --------------------- | ---------- |
| 1991 | Lake Placid           | 4e Aerials |
| 1993 | Altenmarkt-Zauchensee | Aerials    |
| 1995 | La Clusaz             | Aerials    |

### Wereldbeker
Eindklasseringen
| Seizoen   | Algemeen         | Aerials           |
| --------- | ---------------- | ----------------- |
| 1990/1991 | 17e 8,00 punten  | 5e 70,00 punten   |
| 1991/1992 | 12e 9,00 punten  | · 83,00 punten    |
| 1992/1993 | 28e 73,00 punten | 10e 440,00 punten |
| 1993/1994 | 16e 82,00 punten | 4e 656,00 punten  |
| 1994/1995 | 19e 86,00 punten | 6e 684,00 punten  |
| 1995/1996 | 19e 78,00 punten | 7e 704,00 punten  |
| 1996/1997 | 48e 49,00 punten | 18e 340,00 punten |

Wereldbekerzeges
| Datum           | Plaats                | Onderdeel |
| --------------- | --------------------- | --------- |
| 20 januari 1991 | Breckenridge          | Aerials   |
| 14 maart 1992   | Altenmarkt-Zauchensee | Aerials   |
| 5 maart 1994    | Altenmarkt-Zauchensee | Aerials   |